# Un-Thinkable (I'm Ready)
Singles de Alicia Keys
Empire State of Mind (Part II) Broken Down
(2010) Put It in a Love Song
(2010)
Un-Thinkable (I'm Ready) est une chanson interprétée par l’artiste américaine Alicia Keys et aux chœurs fournis par le rappeur canadien, Drake. Normalement prévu comme 5e single de l’album, le titre est finalement le 4e single extrait du 4e album studio de Keys (The Element of Freedom). Le remix de la chanson officielle comportant un verset du rappeur Drake a été publié sur iTunes le 28 mai 2010. Cette version peut aussi apparaître sur une future version de la réédition de l'album.

## Réception et revues musicaux
Le titre est l’une des chansons les plus appréciées de l’album, d’ailleurs depuis la sortie du clip-vidéo en mai 2010, il est devenu n°1 dans les charts Américaines (Billboard 100 R&B/Hip-Hop). Mariel Concepcion du Billboard magazine a donné à la chanson une revue très positive: « En 2003, la Bourrasque Alicia Keys a voulu demandé un rencard à l’homme dont elle voulait attirer l’attention dans You Don't Know My Name. Dans Un-thinkable (I’m ready) […] la chanteuse / pianiste part d’un amusant chiot d’amour pour confesser de très profondes émotions : "You give me a feeling that I've never felt before... it's becoming something that's impossible to ignore – (tu me donnes des sensations que je n’avais jamais connu avant… il devient impossible de l’ignorer), Keys chante nerveusement sur les traits du piano prolongé. Elle s'appuie enfin sur son courage de partager un désir sérieux avec son amant ("I was wondering maybe, could I make you my baby?/If we do the unthinkable, would it make us look crazy?" - "Je me demandais peut-être, pourrais-je faire de toi mon bébé? / Si nous faisons l'impensable, paraîtrons-nous fous?") au sommet d'une construction, battant battu. Pour une artiste qui a construit sa carrière sur des chansons d’amour, la luxure et le chagrin... Keys n'a jamais sonné tout aussi vulnérable et exposée comme elle le fait ici.»

## Clip-vidéo
Alicia Keys met en scène l’amour confronté aux préjugés interraciaux. Le clip-vidéo a été tourné en avril 2010 à Los Angeles avec le réalisateur Jake Nava. Bien que la voix du rappeur Drake apparaît sur les chœurs, Keys a déclaré qu'il ne figurera pas dans le clip-vidéo parce qu'elle estime que: « ce serait trop évident».
Le thème, très surprenant du clip, met en évidence les problèmes interraciaux [dans les relations amoureuses] au fil des années avec 3 versions : des années 50-60 en noir & blanc, des années 80-90 en couleur orange et actuellement.
En outre Chad Michael Murray, surtout connu dans le rôle de Lucas Scott dans Les Frères Scott, interprète le rôle de l'amant (Blanc) de Keys. Une des scènes représente une sanglante lutte entre Murray et une bande d'hommes (Noirs), dont le grand-frère de Keys qui est contre leur histoire d’amour. Le clip-vidéo fait sa première mondiale le 12 mai 2010 sur Vevo et sur BET's 106 & Park.

## Classement et succession
Avec la sortie du clip-vidéo, la chanson est passée de la 5ème à la 1ère place sur le Hot 100 R&B/Hip-Hop Songs suivant un très fort téléchargement numérique et d'antenne (télévision, radio...).

### Classement par pays
| Classement (2010)                | Meilleure position |
| -------------------------------- | ------------------ |
| États-Unis – Hot 100             | 21                 |
| États-Unis – (Radio Songs)       | 8                  |
| États-Unis – (Digital Songs)     | 56                 |
| États-Unis Hot R&B/Hip-Hop Songs | 1                  |
| États-Unis – (Ringtones)         | 8                  |

### Classement annuel
| Classement (2010)                | Position |
| -------------------------------- | -------- |
| États-Unis Billboard Hot 100     | 78       |
| États-Unis Hot R&B/Hip-Hop Songs | 1        |